# Izaak Luria

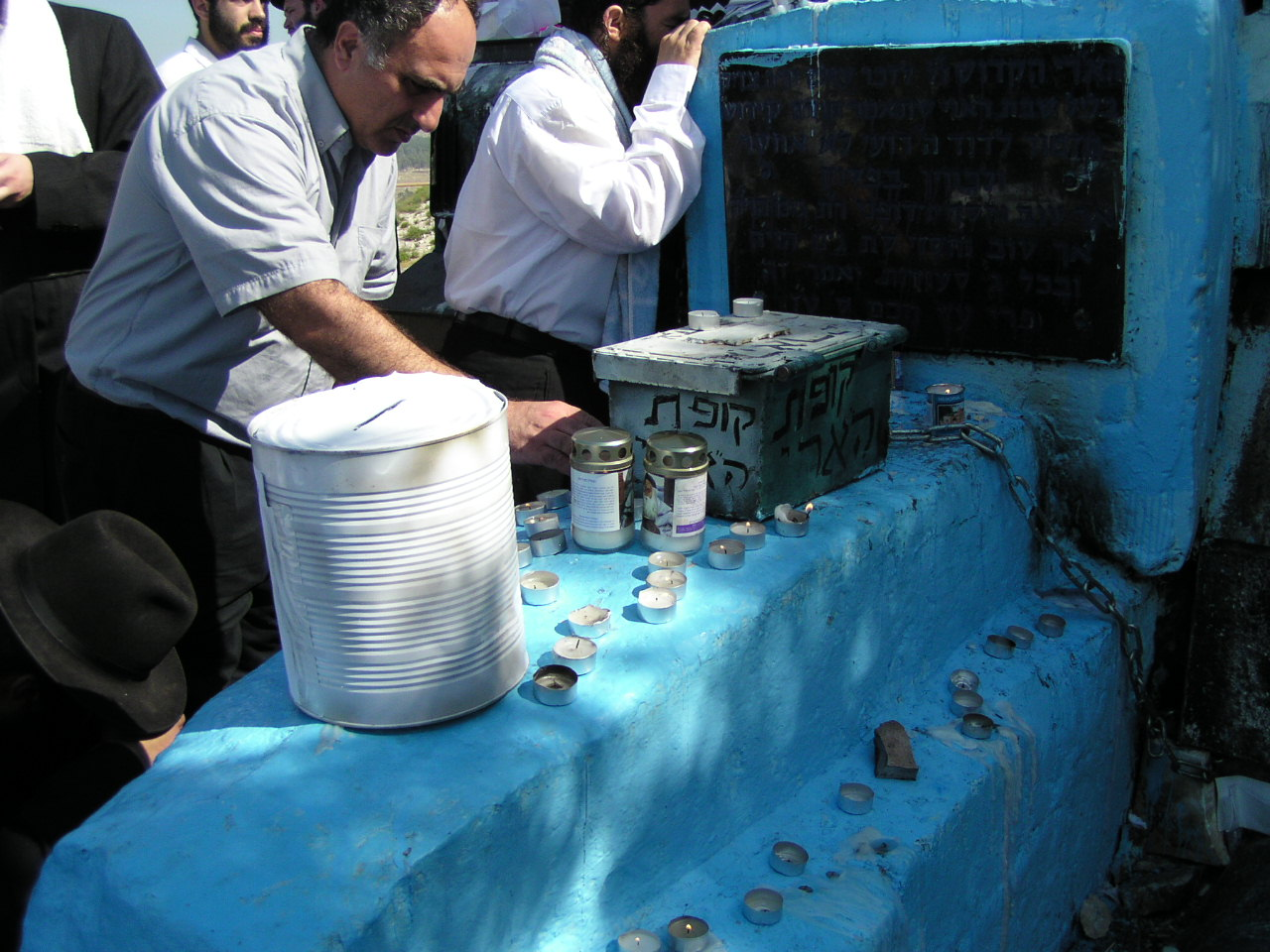
Grób Izaaka Lurii

Izaak ben Szlomo Luria Aszkenazi (hebr. יצחק לוריא; znany pod akronimem „ha-Ari” hebr. האר"י;) (ur. 1534 w Jerozolimie, zm. 25 lipca 1572 w Safedzie) – rabin, kabalista, czynny w XVI wieku w Safedzie w Palestynie. Uznawany jest za ojca nowoczesnej kabały. Nowoczesny nurt mistycyzmu żydowskiego jest nawet nazywany kabałą luriańską.

## Życiorys
Izaak Luria urodził się w 1534 roku w Jerozolimie, w Palestynie będącej wówczas częścią Imperium Osmańskiego. Jego ojciec był aszkenazyjskim Żydem, a matka sefardyjką. Jeszcze jako dziecko stracił ojca, i był wychowywany przez bogatego wujka, Mardechaja Francisa, poborcę podatkowego z Kairu. Umożliwił on Izaakowi naukę od najlepszych żydowskich nauczycieli, w tym u wiodącego rabina Dawida ibn Zimra. Młody Luria okazał się pilnym uczniem literatury rabinicznej i pod kierownictwem rabina Bezalela Aszkenaziego stał się biegły w Talmudzie. W wieku 15 lat poślubił swą kuzynkę i – będąc dobrze uposażonym – podjął dalsze studia talmudyczne. Chociaż z początku próbował kariery kupieckiej, szybko zwrócił się ku ascezie i żydowskiemu mistycyzmowi. Będąc w wieku około 22 lat zaangażował się w studia nad księgą Zohar (trzynastowiecznym dziełem kabalistycznym, które właśnie wtedy zostało po raz pierwszy wydane drukiem). W ich wyniku podjął życie pustelnika – osiedlił się w Egipcie, w odosobnionej chacie położonej nad rzeką Nil, gdzie przez siedem lat oddawał się medytacjom. Swoją rodzinę odwiedzał tylko w szabat, odzywał się niewiele i zawsze tylko w języku hebrajskim. Tradycja chasydzka twierdzi, że Luria często rozmawiał z prorokiem Eliaszem, który miał go inicjować we wzniosłych i tajemnych doktrynach.
W 1569 roku Luria powrócił do Ziemi Izraela. Przez krótki czas przebywał w Jerozolimie, gdzie jego nowy system kabalistyczny nie spotkał się z uznaniem, a następnie zamieszkał w Safedzie w Górnej Galilei. Miasto to było w owym czasie centrum studiów kabalistycznych. Luria przyjechał do miasta dokładnie w dniu pogrzebu rabina Mojżesza Kordowero (w czerwcu 1570 r.). Młodzi studenci kabały w Safedzie, pozbawieni swojego najbardziej poważanego nauczyciela, przylgnęli teraz do rabina Lurii, który wywarł na nich trwały wpływ. Stopniowo stali się zwolennikami kabały luriańskiej. Luria podzielił swoich uczniów na dwie klasy: (1) nowicjuszy, którym wykładał podstawy kabały, oraz (2) wtajemniczonych, którzy stali się powiernikami jego formuł inwokacji i przyzywania. Najbardziej znanym z wtajemniczonych był rabin Chaim Vital, który według Lurii posiadał duszę nie zbrudzoną przez grzech Adama. Razem z nim Luria odwiedził grób rabina Szymona bar Jochaja na górze Meron. Tradycja mówi, że groby rabinów na górze Meron były wówczas nie oznakowane i ich tożsamość była nieznana. Luria, dzięki wskazówkom uzyskanym od proroka Eliasza, miał rozpoznać i opisać każdy z grobów. Sława Lurii jako znanego kabalisty szybko się rozprzestrzeniała, i grupa jego uczniów stała się odrębną kongregacją, w której dominowały jego sekretne doktryny, wpływając na wszystkie ceremonie religijne. Podczas szabatu Luria chodził w białych szatach (symbolizujących czystość i odpuszczenie grzechów) oraz nosił czterokrotną szatę symbolizującą cztery litery tetragramu. Sam Luria stwierdzał, że podczas snu jego dusza wstępowała do nieba i rozmawiała z wielkimi nauczycielami z przeszłości. Wykładał on swoim uczniom kabałę, dzięki której zamierzał stworzyć podstawę dla nowego ogólnoświatowego ładu moralnego. W swoich naukach odpowiadał na pytanie o to, jak skończony świat mógł zaistnieć w nieskończonym Bogu, jak idealny Bóg mógł stworzyć nieidealny świat, w jakim celu powstało zło oraz jakie jest zamierzenie Boga względem roli ludzkości w jego dziele stworzenia świata. Dla Lurii mistycyzm nie kończył się jedynie na tajemnicach Stworzenia i religijnej ekstazie. Uważał on, że każda ceremonia religijna jest uświęcona nie tylko samą tradycją i nakazem Tory, ale przede wszystkim wpływem, jaki wywiera na świat duchowy. W szczególności święty był szabat – uważany za przejaw Boskości w doczesności – i wszystkie ceremonie i modlitwy, które się wtedy odprawia. Według Lurii bowiem, każda sylaba modlitwy zawiera ukryte imiona Boga, a więc powinna być traktowana z najwyższym szacunkiem i pobożny Żyd przy wypowiadaniu modlitwy powinien oddawać się intensywnej medytacji. Poza tradycyjnymi rytuałami Luria wprowadził w swojej kongregacji nowe i zawarł je w „Szulkchan Arukch szel Ari” (pol. Kodeks Praw Ariego). Jednak tendencja do zastępowania tradycyjnego judaizmu rabinicznego jego wersją mistyczną opartą na naukach samego Lurii spotykała się z niechęcią i napomnieniami ze strony środowisk konserwatywnych. Mimo to Luria nie zaniechał tych praktyk, a po jego śmierci stały się one jeszcze silniejsze.
W owym czasie do Palestyny licznie napływali wygnani edyktem z Alhambry Żydzi hiszpańscy. Spostrzegali oni swoje cierpienia jako wypełnienie proroctw mówiących o przyjściu Mesjasza. Wielu z nich stało się zwolennikami kabały luriańskiej. Swojego nauczyciela, rabina Izaaka Lurię, nazywano akronimem „ha-Ari” (pol. Lew) lub ha-Ari ha-Kadosz (pol. Święty Lew). Zmarł 25 lipca 1572 roku (5 av 5332) w Safedzie. Został pochowany na starym cmentarzu.

## Dzieła
Luria zwykł był wykładać swe nauki na bieżąco i – z wyjątkiem niektórych kabalistycznych wierszy po aramejsku na okazję szabatu – nie zapisywał niczego. „Jego” dzieła kabalistyczne spisał tak naprawdę rabin Chaim Vital, kompilując nauki mistrza. Zebrał on wszystkie notatki uczniów z wykładów mistrza, opracowując na ich podstawie dzieło „Ec Chaim” (pol. Drzewo Życia). Początkowo ta sześciotomowa publikacja krążyła jedynie w formie rękopisów dostępnych wyłącznie dla uczniów Lurii. Musieli oni przysięgać pod groźbą ekskomuniki, że nie pozwolą wykonać kopii dla obcego kraju, więc wszystkie manuskrypty Lurii były dostępne jedynie w Ziemi Izraela. W końcu jednak, jedna z nich została przywieziona do Europy i opublikowana w 1772 roku przez Izaaka Satanowa w Żółkwi. Objaśniała ona zarówno kabałę spekulatywną, opartą na księdze Zohar, jak i kabałę praktyczną (zwaną inaczej cudowną), której twórcą był Luria.

## Znaczenie
Rabi Izaak Luria jest uważany za ojca współczesnej kabały. Nowoczesny nurt mistycyzmu żydowskiego został nawet nazywany kabałą luriańską. Została ona niemal całkowicie zaakceptowana, stając się częścią judaizmu ortodoksyjnego, chociaż nie wszyscy ortodoksi przestrzegają zwyczajów wprowadzonych przez Lurię. Uważa się, że praktyki te, rozwinięte jeszcze przez uczniów Ariego, utorowały drogę dla pseudomesjanizmu Sabbataja Cwiego.
Luria otrzymał przydomek „Arizal ha-Kadosz” (pol. Święty Ari lub Wielki Ari). W całej żydowskiej historii tylko kilku rabinom przyznano przydomek „ha-Kadosz”. Obok Lurii byli to: Jeszaja Horowic (Szela ha-Kadosz), Mojżesz Alszech (Alszich ha-Kadosz) i Chaim ibn Attar (Or ha-Chaim ha-Kadosz).